# وسام الانتصار
وسام الانتصار (بالروسية: Орден Победа) هو أعلى وسام عسكري كان يُمنح في الاتحاد السوفيتي قبل تفككه للخدمات العسكرية البارزة خلال الحرب العالمية الثانية، وواحد من أندر الأوسمة في العالم، حيث مُنح فقط للقيادات العسكرية التي ساهمت في تغيير مسار الحرب العالمية الثانية لصالح الجيش الأحمر السوفيتي.
كان منح وسام الانتصار قاصراً على للجنرالات والمارشالات والقيادات العسكرية التي أدارت العمليات القتالية بنجاح بمشاركة واحدة أو أكثر من مجموعات الجيش في إطار جبهة واحدة أو عدة جبهات مما أدى إلى إحداث تغيير جذري في وضع الحرب لصالح الجيش الأحمر.
مُنح وسام الانتصار في درجة تكريم واحدة على عكس الأوسمة والنياشين والميداليات السوفيتية الأخرى مثل وسام بطل الاتحاد السوفيتي التي كانت تُمنح في عدة درجات للتكريم.
مُنح وسام الانتصار عشرين مرة فقط في تاريخ الاتحاد السوفيتي إلى اثني عشر زعيماً سوفيتيّاً وخمسة قادة غير سوفيتيين، بالإضافة إلى وساماً واحداً ألغي بعد منحه.
كان الملك مايكل الأول ملك رومانيا، والذي توفي في 5 ديسمبر عام 2017 هو آخر الحاصلين على وسام الانتصار.

## لمحة تاريخية
كان العقيد ن. س. نايلوف الذي كان يخدم في مقر قيادة الجيش السوفيتي هو أول من اقترح منح وسام الانتصار في يونيو من عام 1943. وكان الاسم الأصلي الذي اقترحه نايلوف هو وسام الإخلاص للوطن. ثم صدر القانون بإنشاء الوسام وسُمّي باسمه الحالي في أكتوبر من عام 1943.
قدم الفنان أ. إ. كوزنتسوف، والذي كان قد صمم العديد من الأوسمة والنياشين السوفيتية من قبل، تصميمه الأول لوسام الانتصار إلى الزعيم السوفيتي ستالين في 25 أكتوبر عام 1943، والذي كان عبارة عن ميدالية مستديرة الشكل تحوي صور الرئيس السوفيتي السابق فلاديمير لينين والرئيس السوفيتي آنذاك جوزيف ستالين. لم يوافق ستالين على التصميم الأولى للوسام وأراد تصميماً يحتوي على برج سباسكايا في المنتصف. عاد كوزنتسوف بعد أربعة أيام بعدة تصميمات جديدة اختار منها ستالين واحدة بعنوان الانتصار وطلب من كوزنتسوف إجراء بعض التعديلات عليها، وفي الخامس من نوفمبر وافق ستالين أخيراً على التصميم الأولي للوسام، ثم أصدر الأمر رسميًا بإنشاء الوسام في 8 نوفمبر 1943. كان جورجي جوكوف هو أول من مُنح وسام الانتصار في الاتحاد السوفيتي، ثم تلاه ألكسندر فاسيليفسكي، ثم جوزيف ستالين، ثم حصل الثلاثة على نفس الوسام للمرة الثانية بعد عام أو يزيد من المرة الأولى.

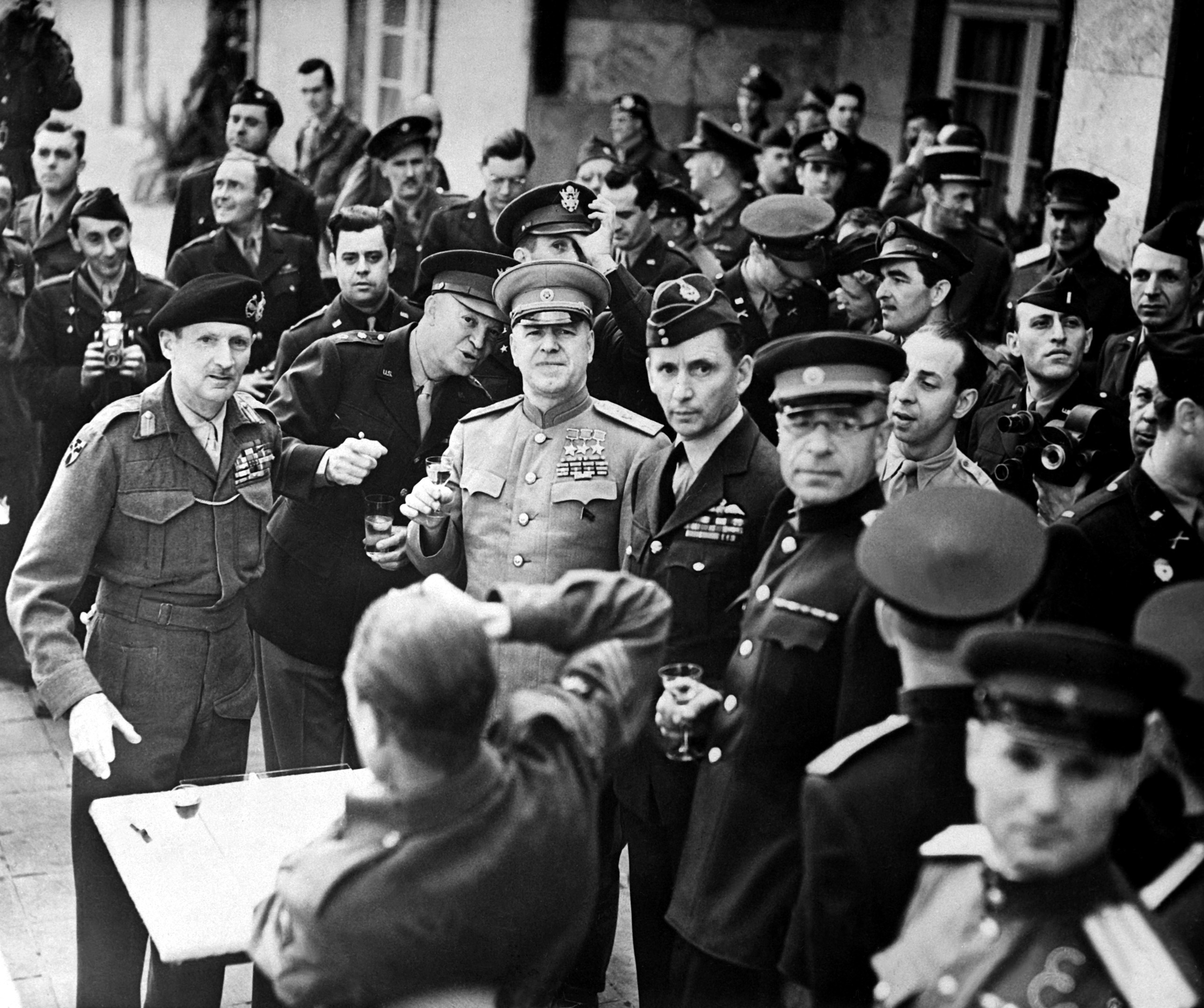
حصل عدد من قادة قوات الحلفاء في الحرب العالمية الثانية على وسام الانتصار السوفيتي يظهر منهم في الصورة المشير البريطاني برنارد مونتغمري (على اليسار مرتديًا القلنسوة) الذي حصل على وسام الانتصار في 5 يونيو 1945، والجنرال الأمريكي دوايت أيزنهاور. كما يظهر في الصورة على يمين مونتغمري المارشال السوفيتي جورجي جوكوف، الحاصل أيضاً على وسام الانتصار، وعلى يمينه المشير الجوي البريطاني السير آرثر تيدر.

مُنح وسام الانتصار أيضاً بعد ذلك لكبار قادة قوات الحلفاء خلال الحرب العالمية الثانية أو بعدها مباشرة، باستثناء الوسام المثير للجدل الذي مُنح في عام 1978 لليونيد بريجنيف مارشال الاتحاد السوفيتي، والذي ألغي الوسام واستعادته الدولة بعد وفاته في عام 1989 لعدم استيفاء متطلبات منح الوسام.

## شارة الوسام
صُممت شارة وسام الانتصار السوفيتي على شكل على شكل نجمة خماسية مصنوعة من البلاتين تحيط بها أشعة، ومرصعة بـ 174 ماسة وزنها الإجمالي 16 قيراطًا (3.2 جم)، ويبلغ قطر الشارة ككلّ 72 مم. صُنعت أذرع النجمة الخماسية من الياقوت الاصطناعي ليس لأن الأحجار الكريمة الاصطناعية كانت أرخص، ولكن لأنها يجب أن تكون ذات لون موحد لا يمكن ضمانه بالحجارة الطبيعية. وتتوسط النجمة الخماسية ميدالية فضية يبلغ قطرها 31 ملم وبداخلها صورة مطلية بالذهب ومحاطة بشرائط من الغار والبلوط ملونة أيضاً بالذهب لجدار مبنى الكرملين وبرج سباسكايا بموسكو وضريح لينين، وتظهر في خلفيتها سماء زرقاء اللون مطعمة بالمينا الزرقاء، وكُتبت عليها بالذهب الحروف الأولى من اسم (اتحاد الجمهوريات الاشتراكية السوفياتية) باللاتينية، ويكون نجم البرج مرصع بالياقوت الطبيعي، وتُحاط شرائط الغار والبلوط بلافتة حمراء كُتبت عليها كلمة الانتصار بالمينا البيضاء.
بلغت الكتلة الإجمالية لوسام الانتصار 78 جراماً حوت 47 جراماً من البلاتين، وجرامين من الذهب، و19 جراماً من الفضة، و 25 قيراطاً من الياقوت، و16 قيراطًا من الماس، تُقدر قيمة الميدالية بعشرة ملايين دولاراً أمريكياً.
استعان الرئيس الأمريكي الأسبق دوايت أيزنهاور بصائغ أمريكي لتقدير قيمة وسام الانتصار بعد أن حصل عليه، والذي أكد له أن أحجار الياقوت الموجودة في الميدالية كانت مزيفة بحسب رواية برنهارد أمير هولندا الذي كان قائدًا للقوات المسلحة الهولندية أثناء الحرب العالمية الثانية، وكان مهتمًا بالحصول على وسام الانتصار السوفيتي المرموق ولكنه لم يحصل عليه أبداً.

## شريط الوسام

شريط وسام الانتصار

بلغ الطول الإجمالي لشريط وسام الانتصار 44 ملم ويتم ارتداؤه في الغالب على الزي الميداني. وتألف الشريط من دمج شرائط الأوسمة السوفيتية المختلفة التالية، وهي مرتبة من الخارج باتجاه المركز:
- شريط وسام المجد: وهو شريط برتقالي يقسمه إلى نصفين شريط أسود في المنتصف.
- شريط وسام بوجدان خميلنيتسكي: وهو شريط أزرق فاتح.
- شريط وسام ألكسندر نيفسكي: وهو شريط أحمر غامق.
- شريط وسام كوتوزوف: وهو شريط أزرق غامق.
- شريط وسام سوفوروف: وهو شريط أخضر.
- شريط وسام لينين: وهو شريط أحمر كبير.

## الحاصلون على الوسام
| الترتيب | التاريخ        | اسم الحاصل على الوسام   | تاريخ وفاته    | الدولة                     | ملاحظات                  |
| ------- | -------------- | ----------------------- | -------------- | -------------------------- | ------------------------ |
| 1       | 10 أبريل 1944  | جورجي جوكوف             | 18 يونيو 1974  | الاتحاد السوفيتي           |                          |
| 2       | 10 أبريل 1944  | ألكسندر فاسيليفسكي      | 5 ديسمبر 1977  | الاتحاد السوفيتي           |                          |
| 3       | 10 أبريل 1944  | جوزيف ستالين            | 5 مارس 1953    | الاتحاد السوفيتي           |                          |
| 4       | 30 مارس 1945   | كونستانتين روكوسوفسكي   | 3 أغسطس 1968   | الاتحاد السوفيتي، بولندا   |                          |
| 5       | 30 مارس 1945   | إيفان كونيف             | 21 مايو 1973   | الاتحاد السوفيتي           |                          |
| 6       | 19 أبريل 1945  | ألكسندر فاسيليفسكي      | 5 ديسمبر 1977  | الاتحاد السوفيتي           | مُنح الوسام للمرة الثانية |
| 7       | 26 أبريل 1945  | روديون مالينوفسكي       | 31 مارس 1967   | الاتحاد السوفيتي           |                          |
| 8       | 26 أبريل 1945  | فيودور تولبوخين         | 17 أكتوبر 1949 | الاتحاد السوفيتي           |                          |
| 9       | 31 مارس 1945   | ليونيد جوفوروف          | 19 مارس 1955   | الاتحاد السوفيتي           |                          |
| 10      | 31 مارس 1945   | جورجي جوكوف             | 18 يونيو 1974  | الاتحاد السوفيتي           | مُنح الوسام للمرة الثانية |
| 11      | 4 يونيو 1945   | سيميون تيموشينكو        | 31 مارس 1970   | الاتحاد السوفيتي           |                          |
| 12      | 4 يونيو 1945   | ألكسي أنتونوف           | 18 يونيو 1962  | الاتحاد السوفيتي           |                          |
| 13      | 5 يونيو 1945   | برنارد مونتغمري         | 24 مارس 1976   | المملكة المتحدة            |                          |
| 14      | 10 يونيو 1945  | دوايت د. أيزنهاور       | 28 مارس 1969   | الولايات المتحدة الأمريكية |                          |
| 15      | 26 يونيو 1945  | جوزيف ستالين            | 5 مارس 1953    | الاتحاد السوفيتي           | مُنح الوسام للمرة الثانية |
| 16      | 6 يوليو 1945   | مايكل الأول ملك رومانيا | 5 ديسمبر 2017  | رومانيا                    |                          |
| 17      | 9 أغسطس 1945   | مايكل رولايميرسكي       | أكتوبر 1989    | بولندا                     |                          |
| 18      | 8 سبتمبر 1945  | كيريل ميريتسكوف         | 30 ديسمبر 1968 | الاتحاد السوفيتي           |                          |
| 19      | 9 سبتمبر 1945  | جوزيف بروز تيتو         | 4 مايو 1980    | يوغوسلافيا                 |                          |
| 20      | 20 فبراير 1978 | ليونيد بريجنيف          | 10 نوفمبر 1982 | الاتحاد السوفيتي           | ألغي الوسام بعد وفاته    |

كان حصول الرئيس السابق للاتحاد السوفيتي ليونيد بريجنيف على وسام الانتصار مثيرًا للجدل، فقد كان بريجنيف ضابطاً وسياسيًا شابًا برتبة ملازم أول خلال الحرب العالمية الثانية، ولم يكن قائداً عسكريّاً كما هو الحال مع الحاصلين الآخرين على الوسام. حصل ليونيد بريجنيف على الوسام فقط بعدما أصبح رئيساً لوزراء الاتحاد السوفيتي وبعدما تمكن من منح الميدالية لنفسه. ألغي وسام الانتصار الذي حصل عليه بريجنيف بعد وفاته قس عام 1989 نتيجة لحالة العداء العامة تجاهه والاعتقاد بأنه قد منح الجائزة لنفسه بدافع الغرور وليس لجدارته العسكرية.

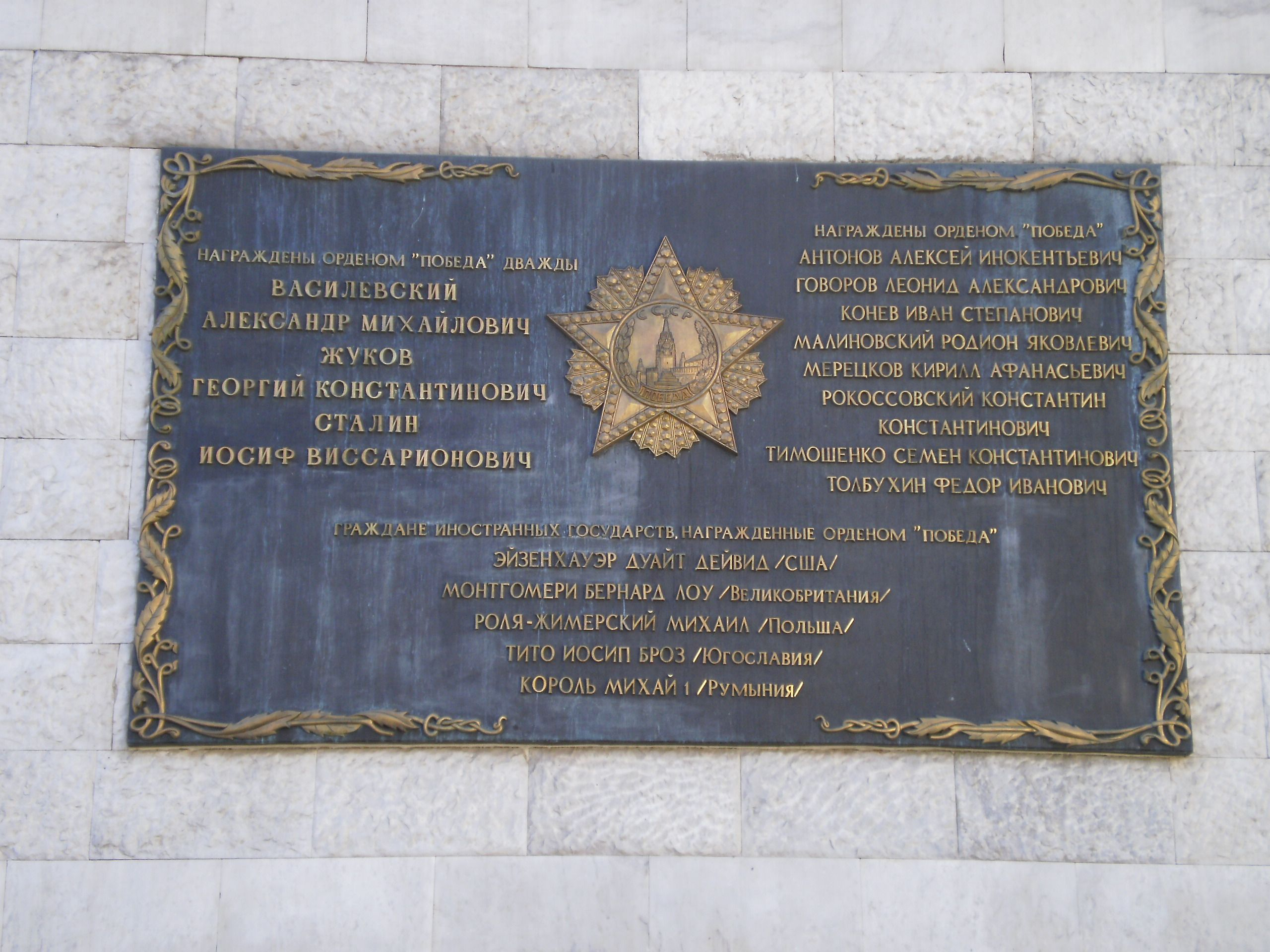
لوحة موجودة في قصر الكرملين الكبير في موسكو تُدرج أسماء الحاصلين على وسام الانتصار السوفيتي. لم يعد اسم بريجنيف موجوداً على اللوحة بعد إلغاء منحه الوسام في عام 1989.

كانت الأوسمة تعود للدولة في معظم الحالات بعد وفاة متلقيها، ولا زالت موجودة في روسيا حتى الآن، ويُحتفظ بمعظمها داخل صناديق من الماس في مبنى الكرملين بموسكو في روسيا، ويحتوي المتحف الروسي المركزي للقوات المسلحة على خمسة أوسمة منها، والتي يخص اثنان منها ألكسندر فاسيليفسكي، ويخص اثنان آخران منها جورجي جوكوف، بينما يخص الأخير روديون مالينوفسكي، كما يحتوي مستودع الدولة للمعادن والأحجار الكريمة في روسيا على وسامين أيضاً، أحدهما يخص مايكل رولايميرسكي، ويخص الآخر كونستانتين روكوسوفسكي.
كان الملك مايكل الأول ملك رومانيا قبل وفاته في عام 2017) هو المالك الوحيد الذي بقي على قيد الحياة لآخر وسام من أوسمة الانتصار السوفيتية على مدى 28 عامًا بعد وفاة مايكل رولايميرسكي في عام 1989. حُفظ وسامه بعد وفاته ضمن مجموعة المقتنيات الملكية للعائلة المالكة الرومانية.
يحتفظ متحف التاريخ اليوغوسلافي في بلغراد، والذي كان يُعرف في السابق بمتحف 25 مايو بوسام الانتصار الذي مُنح للرئيس اليوغوسلافي جوزيف بروز تيتو. وتحتفظ مكتبة ومتحف دوايت د. أيزنهاور الرئاسي في مدينة أبيلين بولاية كانساس الأمريكية بوسام الانتصار الذي مُنح للرئيس الأمريكي السابق دوايت د. أيزنهاور، بينما يحتفظ متحف الحرب الإمبراطوري في لندن بوسام الانتصار الذي مُنح للقائد العسكري البريطاني برنارد مونتغمري.